# Köthen (Anhalt)
Köthen (Anhalt) (Cothen en français)  est une ville dans le Land de Saxe-Anhalt en Allemagne. C'est le chef-lieu (Kreisstadt) de l'arrondissement d'Anhalt-Bitterfeld.
Ancienne ville de résidence des princes d'Anhalt-Köthen, elle est bien connue comme le lieu de naissance de Samuel Hahnemann, fondateur de l'homéopathie, et également comme le lieu de la fondation de la Société des fructifiants. C'est ici que Jean-Sébastien Bach écrit de grandes sections du Clavier bien tempéré et des Concertos brandebourgeois.

## Géographie
La ville se trouve dans une vaste plaine à mi-chemin entre Magdebourg au nord et Halle-sur-Saale au sud. 

### Quartiers
En plus du centre-ville, le territoire communal comprend six localités :
- Arensdorf
- Baasdorf
- Dohndorf
- Löbnitz an der Linde
- Merzien
- Wülknitz

### Transports
La gare de Köthen représente un nœud ferroviaire essentiel, reliée à la ligne de Magdebourg à Leipzig avec des embranchements vers Dessau, Aschersleben et Aken. Elle est desservie par les trains Intercity, Regional-Express et Regionalbahn.

## Histoire
| Appartenances historiques Principauté d'Anhalt 1212-1252 Principauté d'Anhalt-Zerbst 1252-1396 Principauté d'Anhalt-Köthen 1396-1562 Principauté d'Anhalt-Zerbst 1562-1570 Principauté d'Anhalt 1570-1603 Principauté d'Anhalt-Köthen 1603-1806 Duché d'Anhalt-Köthen 1806-1847 Duché d'Anhalt-Dessau 1847-1863 Duché d'Anhalt 1863–1918 République de Weimar 1918–1933 Reich allemand 1933–1945 Allemagne occupée 1945–1949 République démocratique allemande 1949–1990 Allemagne 1990–présent |

Köthen fut, durant plus de deux siècles (de 1603 à 1847), la capitale de la principauté d'Anhalt-Köthen. Parmi les bâtiments remarquables, il faut noter l'église Saint-Jacques (1400), l'église Saint-Agnus (1699), et le palais ducal (1597-1604).
Cette ville est renommée pour être le lieu où Jean-Sébastien Bach a composé de nombreuses œuvres célèbres. Bach travaillait à Köthen de 1717 à 1723 comme maître de chapelle pour le prince Léopold d'Anhalt-Köthen.
Aujourd'hui, la ville compte une université technologique.

## Événements réguliers
Köthen a la réputation d'être la capitale du Carnaval de Saxe-Anhalt. La "1. Köthener Karnevalsgesellschaft 1954", une association du Carnaval, a été fondée en 1954. Dans l'histoire récente le défilé officiel "Köthener Rosenmontagszug" constitue le plus grand défilé de carnaval en Allemagne de l'Est. Il est retransmis en direct depuis 1999 par la chaîne de télévision MDR.

## Jumelages
- Wattrelos (France)
- Siemianowice Śląskie (Pologne)
- Langenfeld (Allemagne)
- Lüneburg (Allemagne)

## Personnalités nées à Köthen
- Léopold d'Anhalt-Köthen (1694-1728), prince d'Anhalt-Köthen
- Jean-Sébastien Bach (1685-1750), né à Eisenach y exerça de 1717 à 1723 comme Maître de chapelle.
- Karl Friedrich Abel (1723-1787), compositeur
- Hermann Adalbert Daniel (1812-1871), géographe et hymnologue
- Hans Hermann Behr (1818-1904), médecin, entomologiste et botaniste
- Eduard von Rindfleisch (1836-1908), pathologiste
- August Klughardt (1847-1902), musicien et compositeur
- Werner Haase (1900-1950), médecin et officier de la SS qui fut l'un des médecins personnels d'Adolf Hitler
- Walter Rauff (1906-1984), officier de la SS, proche de Reinhard Heydrich au Sicherheitsdienst (SD) puis au Reichssicherheitshauptamt (RSHA)
- Theo Fitzau (1923-1982), pilote automobile
- Michael Naumann (* 1941), journaliste, éditeur et homme politique
- Roland Brückner (* 1955), gymnaste